# کاسه دوشاخ

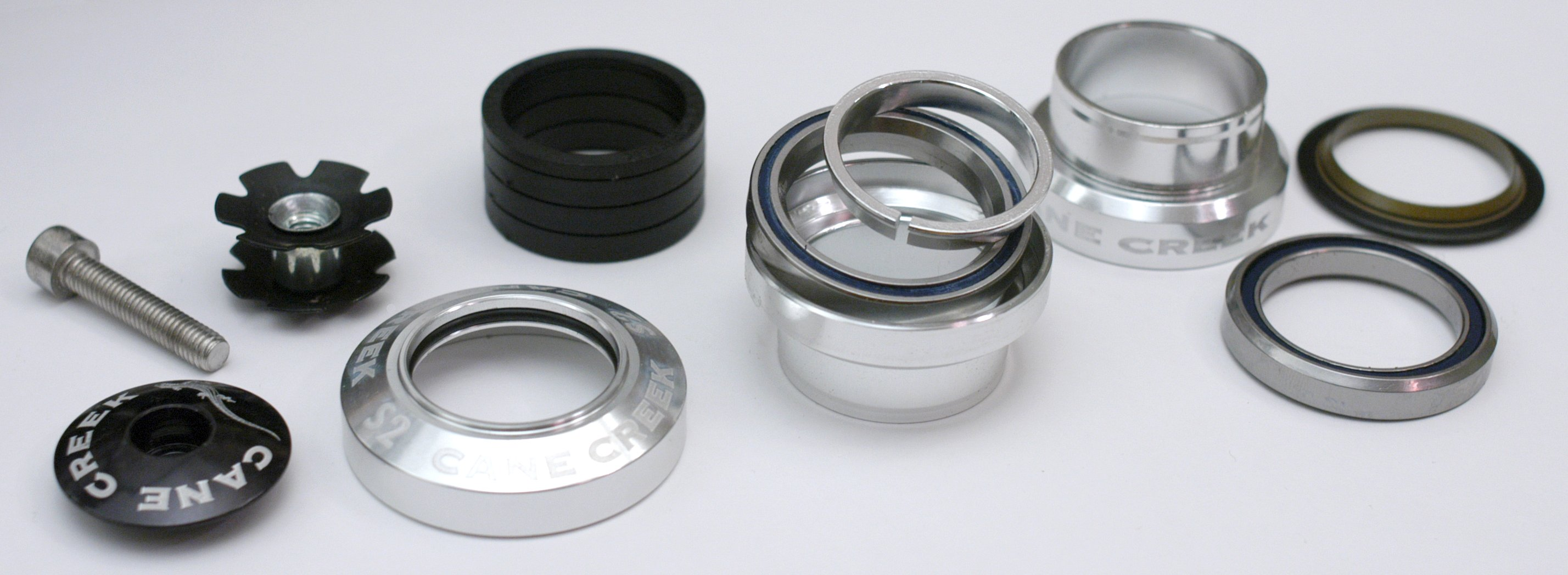
قطعه‌های یک کاسه دوشاخ پرسی پیش از نصب

کاسه دوشاخ (به انگلیسی: Headset) مجموعه‌ای از قطعات است که بین پیشانی و دوشاخ جلوی دوچرخه قرار می‌گیرد و باعث عمل کنترل و چرخش دوشاخ و فرمان دوچرخه می‌شود. کاسه دوشاخ از دو ست بلبرینگ تشکیل شده که یکی از آن بالای پیشانی و دیگری در پایین آن به همراه متعلقات نگهدارنده نصب می‌شود. کاسه دوشاخ‌ها با توجه قطر لولهٔ پیشانی دوچرخه دارای استانداردهای متفاوت هستند و در دو نوع پرسی و رزوه‌ای تولید می‌شوند.

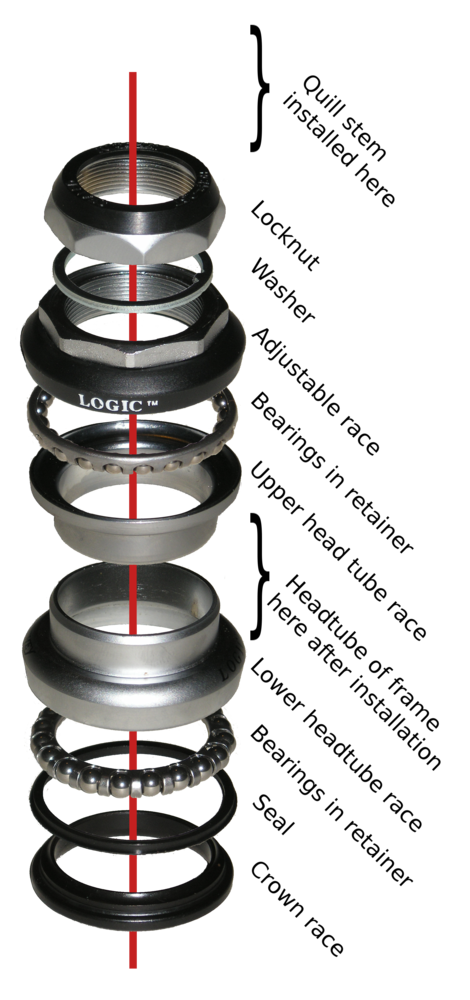
قطعات یک کاسه دوشاخ نوع رزوه‌ای

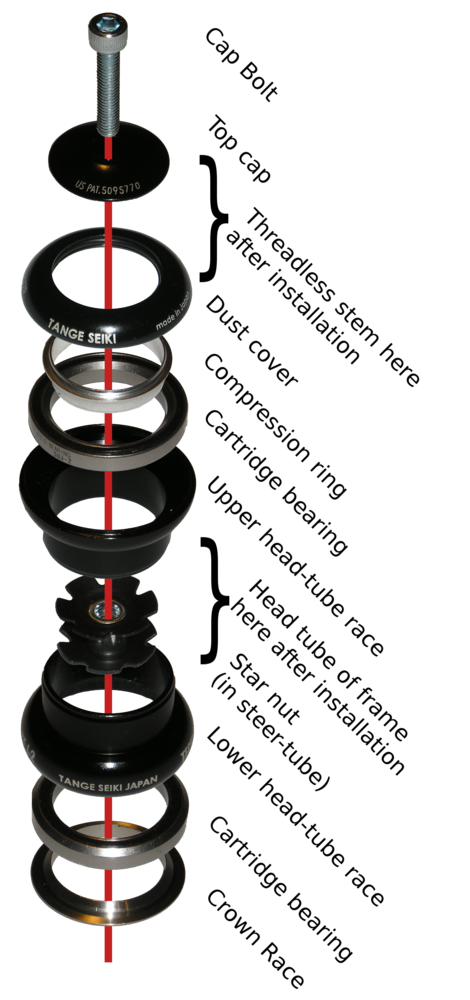
قطعات یک کاسه دوشاخ پرسی